# Non-meurtre
Vous pouvez aider à l'améliorer ou bien discuter des problèmes sur sa page de discussion.
- Le fond est à vérifier. Si vous venez d’apposer le bandeau, merci d’indiquer ici les points à vérifier. (Marqué depuis septembre 2016)

Vous pouvez aider à l'améliorer ou bien discuter des problèmes sur sa page de discussion.
- Son admissibilité est à vérifier. Motif : autopromotion manifeste. Vous êtes invité à le compléter pour expliciter son admissibilité, en y apportant des sources secondaires de qualité. (Marqué depuis août 2025)
- Son ton est trop promotionnel ou publicitaire, voire hagiographique. Le texte doit adopter un ton neutre et encyclopédique. (Marqué depuis août 2025)
- La traduction doit être revue. Le contenu est difficilement compréhensible à cause d’erreurs de traduction, peut-être dues à l’utilisation d’un logiciel de traduction automatique. (Marqué depuis août 2025)

Le non-meurtre se réfère à l'absence de meurtres intentionnels, les menaces de tuer, et les conditions propices aux meurtres intentionnels dans la société humaine. Même si l'utilisation du terme dans le monde académique se réfère principalement à la mise à mort d'êtres humains, il est parfois élargi pour inclure la mise à mort des animaux et d'autres formes de vie. C'est également le cas pour l'usage traditionnel du terme « non-meurtre » dans l'éthique bouddhiste, comme exprimé dans le premier précepte de la Pancasila et dans des termes similaires dans le monde des traditions spirituelles. De manière significative, non-meurtre a également été utilisé récemment dans la « Charte pour un monde sans violence », approuvé par le 8e Sommet mondial des lauréats du Prix Nobel de la paix.

## Termes
En analysant ses causes, le non-meurtre comporte les concepts de la paix (l'absence de la guerre et les conditions qui conduisent à la guerre), la non-violence (psychologique, physique et structurelle) et l'ahimsâ (la non-blessure dans la pensée, le mot et l'acte). Pas excluant n'importe quel du dernier, le non-meurtre fournit une approche distincte caractérisée par la mesurabilité de ses buts et la durée non déterminée de ses réalisations. Tandis que l'utilisation de termes comme « non-violence » et « paix » suit souvent la forme classique d'argumentation par des idées abstraites qui conduisent à la passivité, tuant (et son opposé, non-tuant), peut être évaluée quantitativement et lié aux causes spécifiques  selon une perspective de santé publique (la prévention, l'intervention et la transformation post-traumatique vers l'extermination progressive du meurtre).

## Approche
D'autre part, le non-meurtre n'établit pas un chemin prédéterminé pour aboutir à une société sans crimes de la même manière comme quelques idéologies et traditions spirituelles qui favorisent la contrainte de la prise de vie le font. Comme une approche de durée  non déterminée, il fait appel à la créativité et la variabilité humaines infinies  et encourage l'exploration continue dans le domaine de l'éducation, la recherche, l'action sociale ou la politique, en développant une large gamme d'alternatives scientifiques, institutionnelles, éducatives, politiques, économiques et spirituelles à la mise à mort. De même, malgré son orientation spécifique, le non-meurtre aborde aussi des questions sociales plus larges.
À l'égard de l'agression psychologique, l'assaut physique et la torture à l'intention de terroriser directement ou par la menace indirecte de la vie, le non-meurtre implique l'élimination de ses causes psychosociales. Quant au meurtre par les conditions  structurelles socio-économiques qui sont les produits de l’action mortelle directe, aussi bien que le  résultat de déviation de ressources pour les buts de mise à mort, le non-meurtre implique l'élimination de privations liées à la mortalité. Par rapport aux menaces à la viabilité de la biosphère, la non mise à mort implique l'absence d'attaques directes sur des ressources vitales aussi bien que la cessation de dégradation indirecte associée à la mortalité. Par rapport aux formes de mise à mort accidentelle, la non mise à mort implique la création des conditions technologiques et sociales contribuant à leurs éliminations.
Dans son livre, Nonkilling Global Political Science, Glenn D. Paige évalue à un peu moins de 0.5 le pourcentage des personnes concrètement coupables de meurtres. Dans le même esprit, des preuves anthropologiques indiquent que dans certaines sociétés et cultures, le meurtre se situe à un niveau statistique insignifiant. Comme les êtres humains ont vécu exclusivement comme des chasseurs-cueilleurs — une forme d'existence qui incarne à-priori les attributs d'une société de non-meurtre — il est aussi apparent que, pour 99 % de leur existence, les niveaux de la violence et de meurtre ont été très bas pendant la plupart de l'histoire de l'Homo sapiens. 
Dans une conception plus large, le non-meurtre s'oppose à l'agression, l'assassinat, l'autogenocide (en), le tueur à gages, le génocide culturel, la peine capitale, la violence conjugale, l'épuration ethnique, l'ethnocide, le féminicide, le féticide, le gynécide, le génocide, le crime d'honneur, l'infanticide, l'homicide, le linguicide, le tueur de masse, le politicide, la tuerie scolaire, la violence structurelle, le terrorisme, la violence, la guerre, le suicide ou d'autres formes de tuerie, directe, indirecte ou structurelle.